# بیسکوپیچی
بیسکوپیچی (به صربی: Biskupići) یک منطقهٔ مسکونی در صربستان است که در پریژپولجه واقع شده‌است. بیسکوپیچی ۲۲ نفر جمعیت دارد.